# حي بن يقظان

إحدى النسخ المترجمة لرواية حي بن يقظان

حي بن يقظان رواية تحكي قصة شخص يدعى حي بن يقظان نشأ في جزيرة وحده، وترمز للإنسان، وعلاقته بالكون والدين، واحتوت مضامين فلسفية، وشارك في تأليفها عدة أشخاص من الأدباء العرب والمسلمين فكان أول مؤلف لقصة حي بن يقظان هو الفيلسوف ابن سينا، وكتبها أثناء سجنه، ثم أعاد بناءها الشيخ شهاب الدين السهروردي، وبعدها أعاد كتابتها الفيلسوف الأندلسي ابن طفيل، ثم كانت آخر رواية للقصة من قبل ابن النفيس الذي تنبه إلى بعض المضامين الأصلية الخاصة برواية ابن سينا، والتي لم تكن توافق مذهبه، فأعاد صياغتها لتكون رواية حي بن يقظان عن صالح بن كامل.
إن أشهر مؤلف من بين هؤلاء الأربعة التصقت القصة باسمه هو ابن طفيل. وقد كان لهذه الرواية أثر كبير لدى (جون لوك) الفيلسوف الإنجليزي، الذي كتب كتاباً يصف فيه العقل كصفحة بيضاء خالية من كل القواعد والمعوقات الموروثة.
قام بترجمتها إلى اللاتينية إدوارد بوكوك عام 1617، ونشرها تحت عنوان “الفيلسوف الذي علم نفسه بنفسه”. وتأثر بالترجمة أجيال من الفلاسفة.
وكذلك نشرت دورية (المراسلات الفلسفية للجمعية الملكية) مراجعة ممتازة تمتدح كتاب (حي بن يقظان) المترجم، فكانت هذه الرواية هي الأساس لعديد من روائع الفكر والأدب العالمي مثل كتاب (عقيدة القس من جبل السافوا) للفيلسوف الفرنسي جان جاك روسو، وكذلك نجد الأحداث المشتركة واضحة بينها وبين رواية (روبنسون كروزو) للكاتب دانييل ديفو، وقصة ماوكلي فتى الأدغال وشخصية طرزان التي تتحدث معظمها عن سلوك الإنسان عندما يجبر على العيش في بيئة منعزلة وحده.

## معيشته
إن ولادة حي بن يقظان تبقى لغزا، ومع ذلك فإن الرواية السائدة تقول أن حي بن يقظان قد ولد ولادة عادية مألوفة من أم هي شقيقة ملك إحدى الجزر الهندية، ومن أب هو قريب لها اسمه يقظان، ولقد كانت شقيقة الملك قد تزوجته خفية بلا علم شقيقها الذي منعها من الزواج، وعندما وضعت المرأة طفلها خشيت من نقمة شقيقها الملك، فوضعت الطفل في تابوت وألقته في البحر. فحملت الأمواج التابوت حتى ألقته على ساحل جزيرة مجاورة هي جزيرة الواق واق. وصادف أن مرت في المكان الذي استقر فيه التابوت ظبية كانت تبحث عن ابنها الذي فقدته فسمعت صوت بكاء الطفل فاتجهت نحوه، وكان أن عثرت على حي الوليد فأرضعته وحضنته.
يكبر حي بن يقظان وتمر حياته في سبع مراحل. أما الأولى فهي إرضاع الظبية لحي وحضانتها ورعايتها له حتى عمر سبع سنوات. ثم بعد ذلك وفاة الظبية وتشريحها من قبل حي لمعرفة سبب الوفاة، وهنا بدأت تتكون عند حي المعرفة عن طريق الحواس والتجربة. أما المرحلة الثالثة فكانت في اكتشاف النار. أما المرحلة الرابعة فكانت في تصفحه لجميع الأجسام التي كانت موجودة حوله، فكان بذلك يكتشف الوحدة والكثرة، في الجسم والروح، واكتشف تشابه الكائنات في المادة واختلافها في الصور.
قابل حي بن يقظان رجلاً جاء من جزيرة مجاورة يدعى أبسال، ليبدأ الاثنان في طرح نقاشات حول الطبيعة والأخلاق والله. ويصدم أبسال عندما يعرف أن حي قد اكتشف كل الحقائق لوحده.ويحاول حي بن يقظان نقل فهمه العقلاني للأشياء إلى أهل جزيرة أبسال، ولكن سعيه ينتهي بالإخفاق. ويدرك بن يقظان أن معظم الناس تحركهم الأنانية والجشع والعواطف ولا يلقون بالاً لنداء العقل والضمير.
يرجع حي بن يقظان إلى جزيرته برفقة أبسال الذي أصبح تلميذا له.
المرحلة الخامسة كانت في اكتشاف الفضاء وهذا شجعه إلى الخروج من رصده إلى معرفة إن العالم قديم وكذلك نشأته. وعند بلوغه الخامسة والثلاثين من عمره، بدأ حي مرحلته السادسة وهي الاستنتاج بعد التفكير، فتوصل إلى أن النفس منفصلة عن الجسد وهو في التوق إلى الموجِد واجب الوجود. وأخيرا، يصر حي بن يقظان، في المرحلة السابعة على أن سعادته تكون في ديمومة المشاهدة لهذا الموجِد الواجب الوجود ورغبته في البقاء داخل حياة رسمها هو لنفسه.

## الفلسفة والعقل والدين
ابن طفيل يركز في هذه الرواية على إيجاد حلول للمشكلات الرئيسية الثلاث التي نوقشت خلال فترة عصره وهي على النحو التالي:
1. الإنسان بمفرده قادر على الوصول إلى مستوى إنسان كامل من خلال مراقبة الطبيعة والتفكير فيها دون أي تعليم.
2. المعلومات التي يتم الحصول عليها من خلال الملاحظة والتجربة والاستدلال لا تتعارض مع الوحي بعبارة أخرى يكون الدين والفلسفة (أو العلم) في توافق من غير تعارض.
3. أمكانية الفرد للوصول إلى المعلومات وحقائق مطلقة وأنه أي إنسان قادر على تحقيق ذلك.

كما صبّ ابن طفيل في هذه القصة آراءه المتجلية في عدم التعارض بين العقل والشريعة أو بين الفلسفة والدين في قالب روائي قصصي. وتمثل القصة العقل الإنساني الذي يغمره نور العالم العلوي، فيصل إلى حقائق الكون والوجود بالفطرة والتأمل بعد أن تلقاها الإنسان عن طريق النبوة. تؤكد قصة حي بن يقظان على أهمية التجربة الذاتية في الخبرة الفكرية والدينية. وقد تركت آثارها على كثير من الجامعات والمفكرين وتُرجمت إلى اللاتينية واللغات الأوروبية الحديثة. في قصة حيّ بن يقظان جوانب من النضج القصصي، وإن كان قالب القصة ليس سوى إطار لصب الآراء الفلسفية والصوفية في النص. وقد قدَّر كثير من النقاد هذا الجهد القصصي لابن طفيل فعدوا حيَّ بن يقظان أفضل قصة عرفتها العصور الوسطى جميعًا.

## الأدب الأوربي
كان كتاب (الفيلسوف الذي علم نفسه)، الذي نشر في أوروبا عام 1671م، هي الترجمة اللاتينية التي أعدها إدوارد بوكوك للقصة العربية (حي بن يقظان)، لمؤلفها الكاتب العربي الأندلسي ابن طفيل، ولقد أثارت اهتماما واسعا بين أهل العلم والفلاسفة، وكذلك كانت فكرة إن العقل وحده يقود إلى الخالق، قد أحدثت ضجة في الوسط العلمي في حينها مما جعل الكثير من المفكرين والفلاسفة في الغرب يتهافتون على دراستها وعملوا عدة ترجمات لها بلغات أخرى.

## وصلات خارجية
- كتاب حي بن يقظان على موقع مؤسسة هنداوي للتعليم والثقافة
- فلسفة ابن طفيل ورسالتة "حي بن يقظان" الفيلسوف الذي ثقف نفسه بنفسه على موقع المكتبة الرقمية العالمية